# 藤原助
藤原 助（ふじわら の たすく）は、平安時代初期の公卿。藤原北家、右大臣・藤原内麻呂の十一男。官位は正四位下・参議。

## 経歴
少判事・大学助等を歴任し、天長4年（827年）淳和天皇の蔵人を務める一方で、皇太子・正良親王の春宮少進を兼ねる。天長6年（829年）従五位下に叙爵する。天長8年（831年）には淳和天皇の側近として蔵人頭に任ぜられるが、春宮亮も兼ねて正良親王とも親しい関係を保つ。
天長10年（833年）正良親王が即位（仁明天皇）すると正五位下・右近衛権中将に叙任され、翌承和元年（834年）には従四位下に昇叙と、仁明朝初頭は順調に昇進する。のち、右近衛中将・左兵衛佐、右衛門督と武官を歴任し、承和10年（843年）参議に任ぜられ公卿に列す。仁明朝の中期以降は昇進面でやや停滞し、甥の長良・良相兄弟らに昇進で先を越されるものの、議政官として右衛門督・左兵衛督等の武官や、加賀守・下野守・信濃守等主に東国の地方官を兼帯した。嘉祥3年（850年）文徳天皇の即位後まもなく正四位下に叙せられている。
仁寿3年（853年）疱瘡に罹患したが十分に治癒しないうちに5月29日卒去。享年55。最終官位は参議正四位下左兵衛督兼近江守。

## 人物
若くして大学に学び、史書を広く読んだ。性格は清廉で素直であり、世間の評判に憚る事はなかった。朝廷の官人というものは跼蹐（跼天蹐地の略。おそれつつしみ、からだを縮める事）であると言ったという。

## 官歴
注記のないものは『六国史』による。
- 弘仁13年（822年） 9月：少判事[2]。11月：兵部少丞[2]
- 弘仁14年（823年） 2月：大学助[2]
- 天長元年（824年） 2月：出雲介[2]
- 天長4年（827年） 正月：蔵人[2]。正月：兼春宮少進（皇太子・正良親王）[2]
- 天長5年（828年） 閏3月9日：式部少丞[2]
- 時期不詳：正六位上
- 天長6年（829年） 正月7日：従五位下。正月13日：遠江介[2]
- 天長8年（831年） 6月7日：春宮亮[2]。7月：蔵人頭[2]
- 天長10年（833年） 2月29日：右近衛少将[2]。3月6日：正五位下（越階）。3月24日：右近衛権中将
- 承和元年（834年） 正月7日：従四位下
- 承和2年（835年） 7月30日：右近衛中将[2]
- 承和4年（837年） 正月12日：兼尾張守
- 承和6年（839年） 正月7日：従四位上
- 承和9年（842年） 7月11日：左兵衛督。7月25日：右衛門督
- 承和10年（843年） 2月10日：参議。11月16日：摂津班田使長官
- 承和11年（844年） 10月3日：摂津国班田使長官
- 承和12年（845年） 正月11日：兼加賀守
- 承和13年（846年） 正月13日：兼治部卿
- 承和14年（847年） 正月12日：兼下野守
- 承和15年（848年） 正月13日：兼左兵衛督。4月3日：兼弾正大弼
- 嘉祥3年（850年） 4月17日：正四位下
- 嘉祥4年（851年） 正月11日：信濃守
- 仁寿3年（853年） 正月16日：兼近江守。5月29日：卒去（参議正四位下左兵衛督兼近江守）

## 系譜
『尊卑分脈』による。
- 父：藤原内麻呂
- 母：不詳
- 妻：生母不詳の子女
  - 男子：藤原是縄